# Рафіабад (Мазендеран)
Рафіабад (перс. رفيع اباد) — село в Ірані, у дегестані Газарпей-є Джонубі, в Центральному бахші, шагрестані Амоль остану Мазендеран. За даними перепису 2006 року, його населення становило 528 осіб, що проживали у складі 125 сімей.

## Клімат
Середня річна температура становить 23,48°C, середня максимальна – 41,28°C, а середня мінімальна – 4,26°C. Середня річна кількість опадів – 151 мм.
| Клімат поселення                              | Клімат поселення | Клімат поселення | Клімат поселення | Клімат поселення | Клімат поселення | Клімат поселення | Клімат поселення | Клімат поселення | Клімат поселення | Клімат поселення | Клімат поселення | Клімат поселення | Клімат поселення |
| Показник                                      | Січ.             | Лют.             | Бер.             | Квіт.            | Трав.            | Черв.            | Лип.             | Серп.            | Вер.             | Жовт.            | Лист.            | Груд.            |                  |
| Середній максимум, °C                         | 18,10            | 20,79            | 25,64            | 31,32            | 36,20            | 39,13            | 41,28            | 40,24            | 38,29            | 33,65            | 26,46            | 21,31            |                  |
| Середня температура, °C                       | 11,53            | 14,21            | 19,07            | 24,74            | 29,63            | 32,56            | 32,76            | 31,71            | 29,78            | 25,12            | 17,93            | 12,78            |                  |
| Середній мінімум, °C                          | 4,95             | 7,63             | 12,48            | 18,16            | 23,05            | 25,98            | 24,23            | 23,19            | 21,24            | 16,62            | 9,42             | 4,26             |                  |
| Норма опадів, мм                              | 34               | 26               | 36               | 13               | 6                | 1                | 2                | 1                | 1                | 7                | 5                | 19               |                  |
| Середньомісячна швидкість вітру, м/с          | 2.50             | 3.03             | 3.20             | 3.00             | 3.21             | 3.78             | 4.30             | 4.02             | 3.03             | 2.30             | 2.10             | 2.28             |                  |
| Середньомісячна сонячна радіація, кДж/м²·день | 12446            | 15003            | 18464            | 20586            | 24441            | 25403            | 24842            | 24092            | 21712            | 18286            | 14408            | 12491            |                  |
| --------------------------------------------- | ---------------- | ---------------- | ---------------- | ---------------- | ---------------- | ---------------- | ---------------- | ---------------- | ---------------- | ---------------- | ---------------- | ---------------- | ---------------- |
| Джерело:                                      |                  |                  |                  |                  |                  |                  |                  |                  |                  |                  |                  |                  |                  |